# Willem Anthony Scholten
Willem Anthony (Anton) Scholten (Rotterdam, 1 juni 1818 - aldaar, 30 april 1861) was een Nederlands architect, stadsarchitect van Purmerend en de eerste directeur van de Dienst Gemeentewerken in Rotterdam. 
In Purmerend ontwierp bij de Sint Nicolaaskerk, tegenwoordig een rijksmonument. En in Rotterdam legde hij de eerste steen tot een grootschalige stads- en havenontwikkeling van de tweede helft van de 19e eeuw. 

## Leven en werk
Scholten was de zoon van Cornelis Christiaan Scholten uit Rotterdam en Catharina Clara van Filpen uit Delfshaven. Hij was een student van Isaäc Warnsinck, architect en gemeenteraadslid te Amsterdam. 
In 1839 wist Scholten de aandacht op zich te vestigen in Rotterdam. Met het ontwerp "Een Landhuis" won hij de eerste prijs Bouwkunde, de gouden medaille, van het tekengenootschap Hierdoor en Hooger. De Rotterdamse stadsarchitect  Willem Nicolaas Rose zat in de Commissie tot Beoordeling van de Inzendingen.

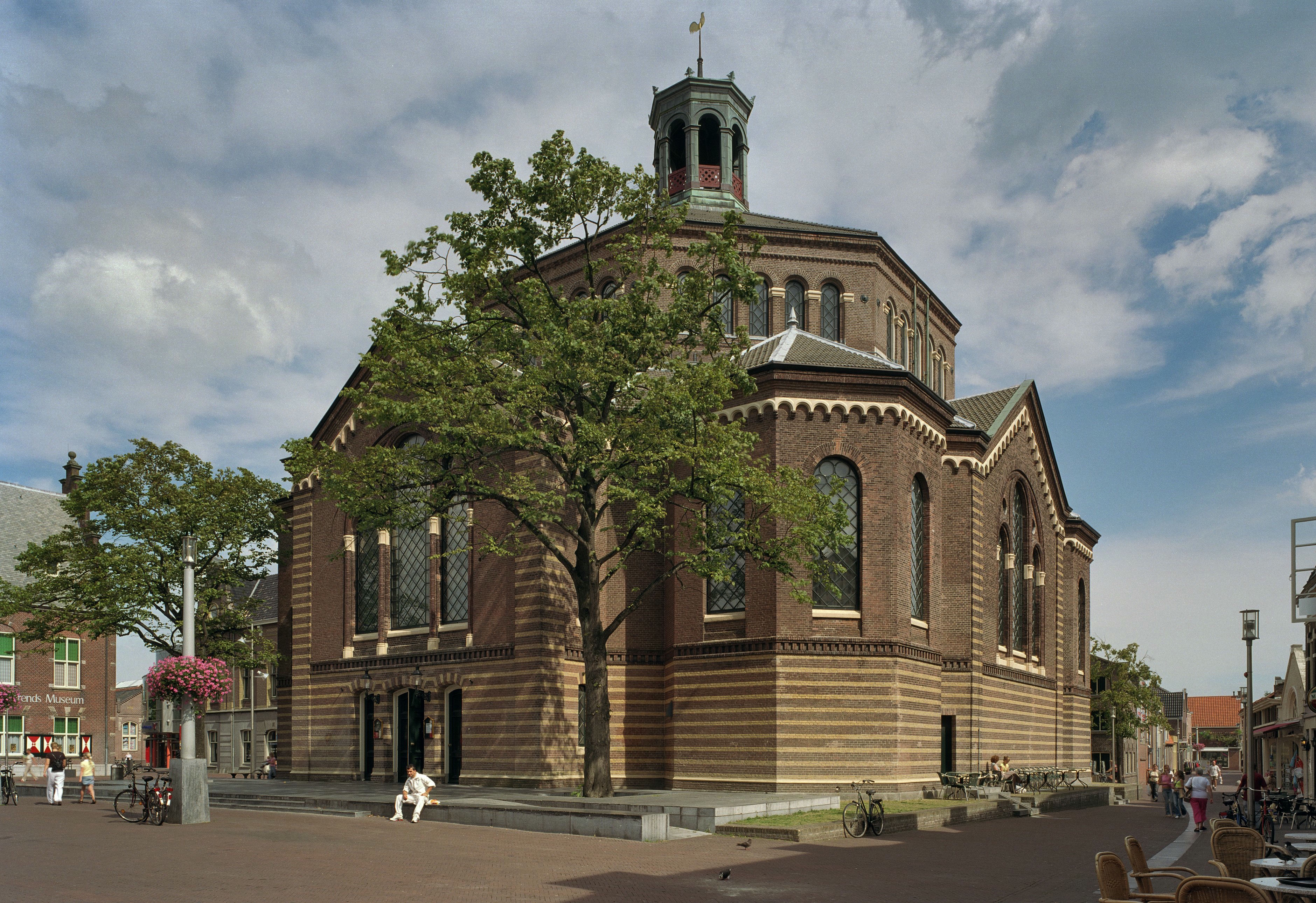
Sint-Nicolaaskerk, Purmerend

Scholten bouwde vanaf 1840 een aantal gebouwen in de Neoromaanse stijl. Zo ontwierp hij in Noord-Holland een vismarkt, de vergroting van de Rooms-Katholieke kerk in de Beemster en het stadhuis van Zaandam. In die tijd ontwierp hij ook verschillende gebouwen in Rotterdam.
Op 1 oktober 1841 werd Scholten aangesteld als stadsarchitect in Purmerend. In 1844 had hij daar het Gast- en Proveniershuis ontworpen. Ook ontwierp hij daar een Koepelkerk, de voormalige hervormde Grote Kerk, tegenwoordig de katholieke Sint-Nicolaaskerk, aan de Kaasmarkt, die tussen 1850 en 1853 werd gebouwd.
In 1855 wordt Scholten aangesteld als directeur van de nieuwe dienst gemeentewerken, die toentertijd verder bestond uit 20 stadstimmerlieden. De dienst krijgt de supervisie over de bouw en onderhoudswerkzaamheden in de haven, de energievoorziening en de drinkwatervoorziening. Hierbij krijgen ze ook de verantwoordelijkheid voor het onderhoud van bruggen en gemalen.
In 1861 in de bloei van zijn leven stierf hij aan tyfus en werd opgevolgd door Christiaan Bonifacius van der Tak.

### Familie
Op 19 juni 1843 huwde Scholten in Rotterdam met Helena van den Borgh uit Enkhuizen.

## Werk

### Stadhuis te Zaandam

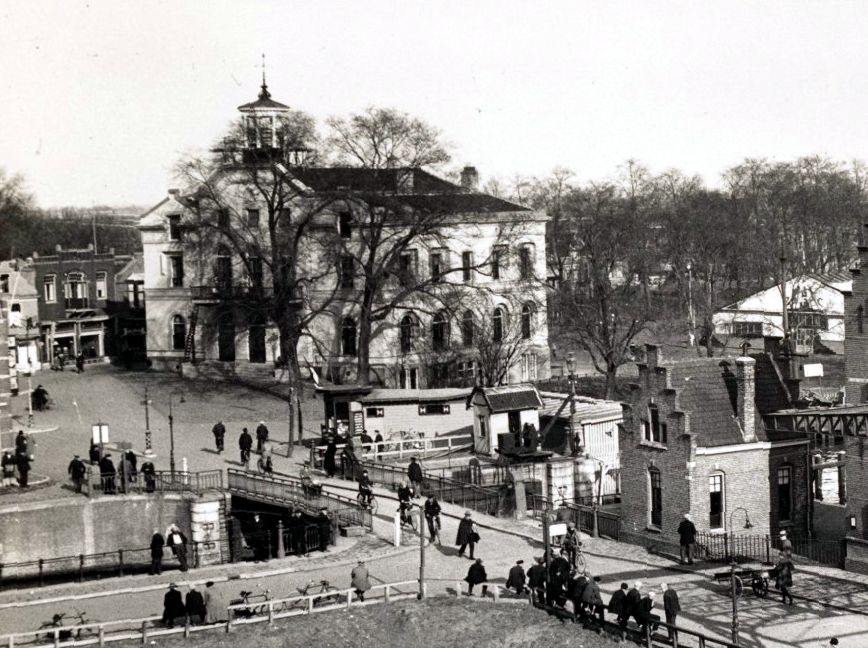
Voormalig stadhuis te Zaandam.

Het stadhuis te Zaandam is gebouwd in de periode 1846-1848 naar een ontwerp van W.A. Scholten. Het gebouw is ontworpen in een neoclassicistische stijl. Het gebouw had indertijd dienst als stadhuis, kantongerecht, Kamer van Koophandel en politiebureau. Het pand was destijds gebouwd voor een aannemingssom van f. 45800,-. 

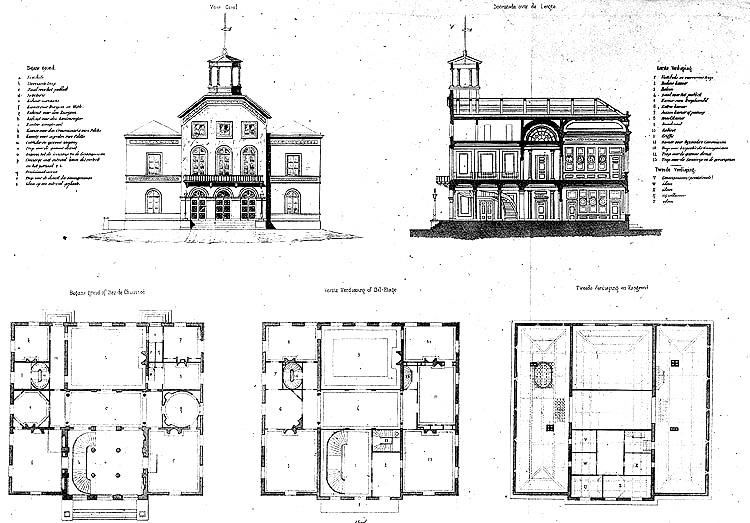
Ontwerptekeningen, 1847
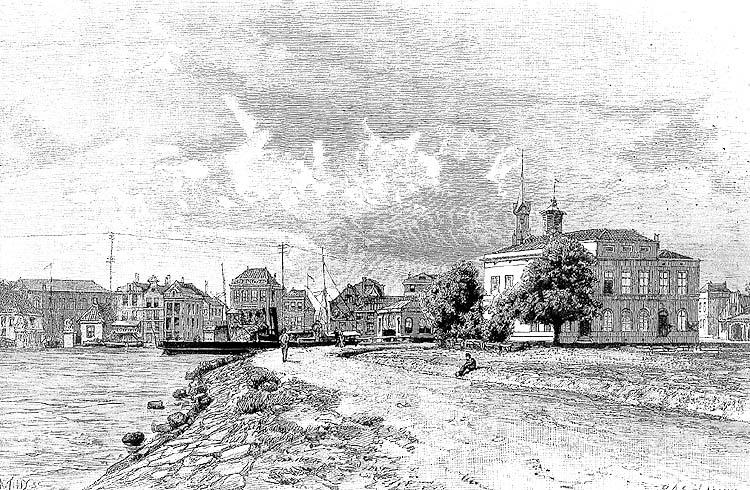
Tekening van P.A. Schipperus, 1887

### Dienst Gemeentewerken Rotterdam

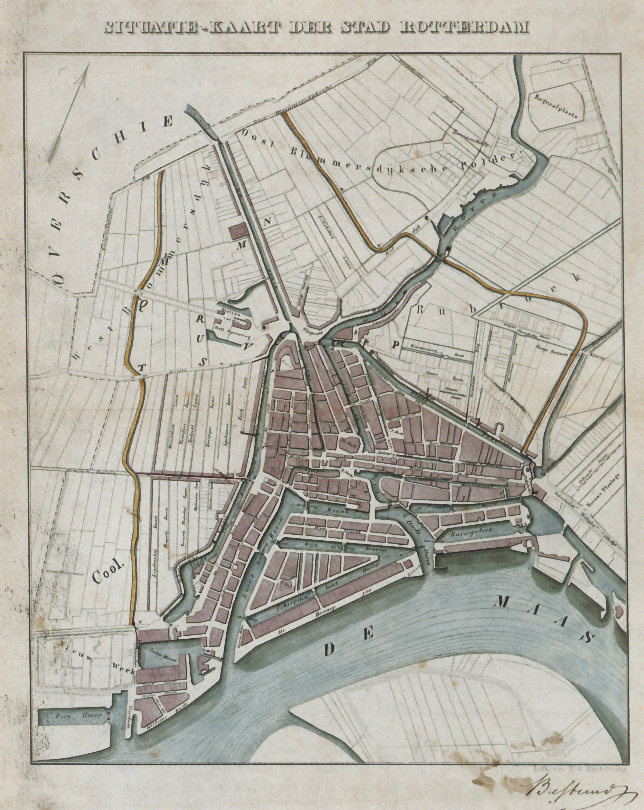
Ontwerp Waterproject, 1854

In de periode van 1839 tot 1855	was Willem Nicolaas Rose stadsarchitect van Rotterdam. In 1842 maakte hij een begin met het veelomvattende waterproject, wat tot doel had om de stad Rotterdam van schoon oppervlaktewater te voorzien. Om tot uitvoer te komen adviseerde Rose het stadsbestuur tot de oprichting van een aparte dienst Gemeentewerken. In 1854 neemt het stadsbestuur dit voorstel over en besluit tot oprichting van deze dienst.
Scholten publiceerde diverse artikelen over bouwkundige constructies, en ontwerpen.
In het tv programma “De Erfgenaam” van 20 september 2023 (RTL4) bleek dat hij voor zijn inspanningen rond de plaatsing van het standbeeld van Hendrik Tollens  in 1860 (in het park bij de Euromast in Rotterdam) de Orde van de Eikenkroon heeft ontvangen.

## Publicaties, een selectie
- W.A. Scholten, 'Het Stadhuis te Zaandam,' in: Bouwkundige bijdragen, Volume 6. Door Maatschappij tot Bevordering der Bouwkunst. 1851. p. 316-320.
- W.A. Scholten, 'Baskulerende IJzeren Brug aan den Tarwen-Akker te Rotterdam', in: Bouwkundige Bijdragen, 7 (1852), 281-284.
- W.A. Scholten. 'Mededelingen betreffende de voornaamste thans in uitvoering zijnde werken der Gemeente Rotterdam door W.A. Scholten.' in: KIvI Algemeen verslag van de werkzaamheden en notulen der vergaderingen: instituuts-jaar ..., Volume 6. p. 13-25[13]
- Scholten, W.A. 'Overzigt van de geschiedenis en de ontwikkeling der denkbeelden op technisch gebied, op het einde der achttiende eeuw, en blik op de gevolgen dier ontwikkeling voor de bouwkunst,' in: Bouwkundige bijdragen, Volume 8, Deel 1862. p. 169—196.